# گینیگاتنا
گینیگاتنا (به لاتین: Ginigathena) یک منطقهٔ مسکونی در سری‌لانکا است که در استان مرکزی (سری‌لانکا) واقع شده‌است.